# Оттон I (граф Шверина)

Графство Шверин на карте северо-восточной Германии

Оттон I (нем. Otto I. von Schwerin; ум. 1357) — предпоследний граф Шверина с 1344 года, граф Шверин-Виттенбурга в 1327—1344 годах.
Старший сын и наследник Гунцелина VI и его жены Рихарды фон Текленбург. До совершеннолетия находился под опекой своего дяди графа Генриха III. Когда тот умер бездетным (1344), унаследовал большинство его владений (Шверин, Нойштадт, Марнитц, Стафенов и половину сеньории Ленцен).
Был женат на Матильде фон Верль, дочери Иоганна III, сеньора фон Верль. Единственный ребёнок — дочь:
- Рихарда (ум. 1377), жена Альбрехта Мекленбургского, короля Швеции.

Оттон I умер в 1357 году. Поскольку у него не было сыновей, ему наследовал брат — Николай I фон Текленбург, который продал графство Шверин герцогу Мекленбурга.